# 张曼茹
张曼茹（1936年11月—2020年5月3日），女，镶蓝旗满族，辽宁兴城人，中国民族舞蹈表演艺术家、编导，国家一级演员。

## 生平
1936年11月生于湖北武昌。祖籍辽宁兴城。1946年毕业于重庆市磁器口制呢厂小学。1948年迁居天津，就读于南开中学，后因家境贫困所迫而辍学，在一家私人开办的橡胶厂做童工。
1949年，13岁的张曼茹参加中央音乐学院音乐工作团舞蹈队，开始从事演艺事业。1952年，调至中央民族学院文工团（后更名中央民族歌舞团）任独舞演员，期间与胡松华相识并结婚。1954年，由国家公派赴蒙古人民共和国国立音乐话剧院，学习芭蕾舞和蒙古民间舞，1955年获蒙古人民共和国舞蹈比赛二等奖。1956年毕业后归国，任中央民族歌舞团独舞表演、编导。1957年，创作并主演的大型歌舞《草原上的热巴》获第六届世界青年联欢节铜质奖章。1958年至1960年，在北京舞蹈学校苏联人民演员古雪夫专家编导班进修。1964年，曾参加大型舞蹈史诗《东方红》的编导工作，并表演了《赞歌》的蒙族独舞。
改革开放后，张曼茹在1979年应邀参加了在日本举办的“丝绸之路之音”音乐会。曾赴苏联、挪威、瑞典、缅甸、芬兰、巴基斯坦等国进行访问演出。1992至1995年，与胡松华自组摄制组，长途跋涉了30多个民族聚居区，策划拍摄大型民族歌舞纪录片《长歌万里情》。2009年，荣获中国舞蹈艺术“卓越贡献舞蹈家”称号。2010年至2015年，带病完成系列音乐故事电视片《环抱大天地》。2020年5月3日凌晨1时58分逝世。